# Jack Bristow
Pour les articles homonymes, voir Bristow.
Jack Bristow, de son vrai nom Jonathan Donohue Bristow est un personnage de fiction de la série Alias interprété par Victor Garber.

## Caractère
Jack Bristow est un homme réservé, et strict. La trahison de sa femme, rare personne à qui il montrait quelques signes d'affection, l'a profondément marqué et n'a pas amélioré son caractère. Placide et calculateur, Jack joue souvent double ou triple jeu (exercice dans lequel il est devenu maitre), et n'hésite pas à tuer ou torturer pour obtenir ce dont il a besoin. Il est néanmoins très protecteur envers sa fille. En effet, très réticent à l'idée que Sydney mène une vie d'espionne, il la protège et la "couvre", risquant sa vie à de nombreuses reprises.

## Histoire
Il commence sa carrière d'espion (aux côtés d'Arvin Sloane) à la CIA. Marié à Laura Bristow (double identité d'Irina Derevko), il aura une fille avec elle, Sydney. Mais son épouse est une espionne pour le compte du KGB, qui utilise leur relation pour obtenir des informations de la CIA. Lorsqu'il l'apprendra, six mois après la naissance de sa fille, Jack, profondément choqué, tombera dans une profonde dépression et commencera à boire. Soupçonné d'avoir été complice de son épouse, il sera emprisonné pendant six mois dans une prison fédérale avant d'être relâché. Il laissera sa fille à la garde d'une nourrice.
Il suivra finalement Sloane au SD-6 où il occupera un poste important, et deviendra un agent double opérant pour la CIA afin de démanteler l'alliance. Bien qu'il ne souhaitait pas qu'elle suive sa voie, Sloane lui a caché le recrutement de sa fille, Sydney, par le SD-6. Il lui sauvera la vie et lui révélera la vérité sur l'organisation criminelle lorsqu'elle manque d'être éliminée pour avoir révélé son travail à son fiancé. Ils travailleront alors ensemble en tant qu'agents doubles à la destruction du SD-6. 
Lors du démantèlement de l'alliance il prend la direction d'un groupe d'opération clandestin de la CIA, dont le but est de détruire une nouvelle entité terroriste (le Covenant.)
Il sera incarcéré pendant deux ans, période pendant laquelle Sydney est amnésique, mais libéré dès le retour de Sydney au service actif.
Lors de la saison 4 et 5, il mènera un grand nombre de missions afin d'arrêter Sloane dans sa mise au point de la prophétie de Rambaldi.
Dans le tout dernier épisode, il prouvera à Sydney son amour pour elle en sacrifiant sa vie.